# Decaptera
Decaptera là chi thực vật có hoa trong họ Cải.